# Programmes internationaux d'échanges
P.I.E. (Programmes internationaux d’échanges) est une association à but non lucratif fondée en 1981 qui cherche à promouvoir la compréhension internationale en organisant des programmes d'échanges éducatifs et au pair internationaux.
L’objet de l’association est de permettre à des jeunes de partir vivre à l'étranger sur la base d'une intégration familiale et scolaire et à des familles françaises d’accueillir des jeunes de toutes nationalités dans le même esprit.

## Financement des programmes
Le financement des programmes est assuré par l'accueil bénévole des familles, par un accueil gratuit des écoles publiques des pays d'accueil (dans le cadre d'un Gentlemen's agreement), par une participation de l'étudiant au coût du séjour et par les adhésions à l'association. Chaque année, 25 % des excédents de recettes de l'association sont reversés dans un fonds de bourses, et 25 % soit en projets associatifs soit en fonds de bourses[source insuffisante].

## Organisation
PIE est organisé autour de différents programmes (High-School, Accueil, AuPair et Campus). Chaque programme est pris en charge par un Responsable de Programme sous l'autorité de la Directrice des Programmes.
L'association fonctionne principalement grâce à son réseau de bénévoles situés partout en France. Les bénévoles sont chargés de l'élaboration des dossiers avec les participants et de leur suivi tout au long du programme.

## Agréments
Depuis 1990, PIE est membre de l'U.N.A.T.(Union nationale des associations de tourisme).
Depuis 1993, PIE est membre fondateur de l'UNSE (Union nationale des organisateurs de séjours de longue durée à l'étranger).
Depuis 1996, PIE est membre fondateur de l'Office et s'engage sur les termes du Contrat Qualité élaboré en collaboration avec des fédérations de parents d'élèves et des associations de consommateurs agréées.